# Gnadenkirche (Essen-Nordviertel)

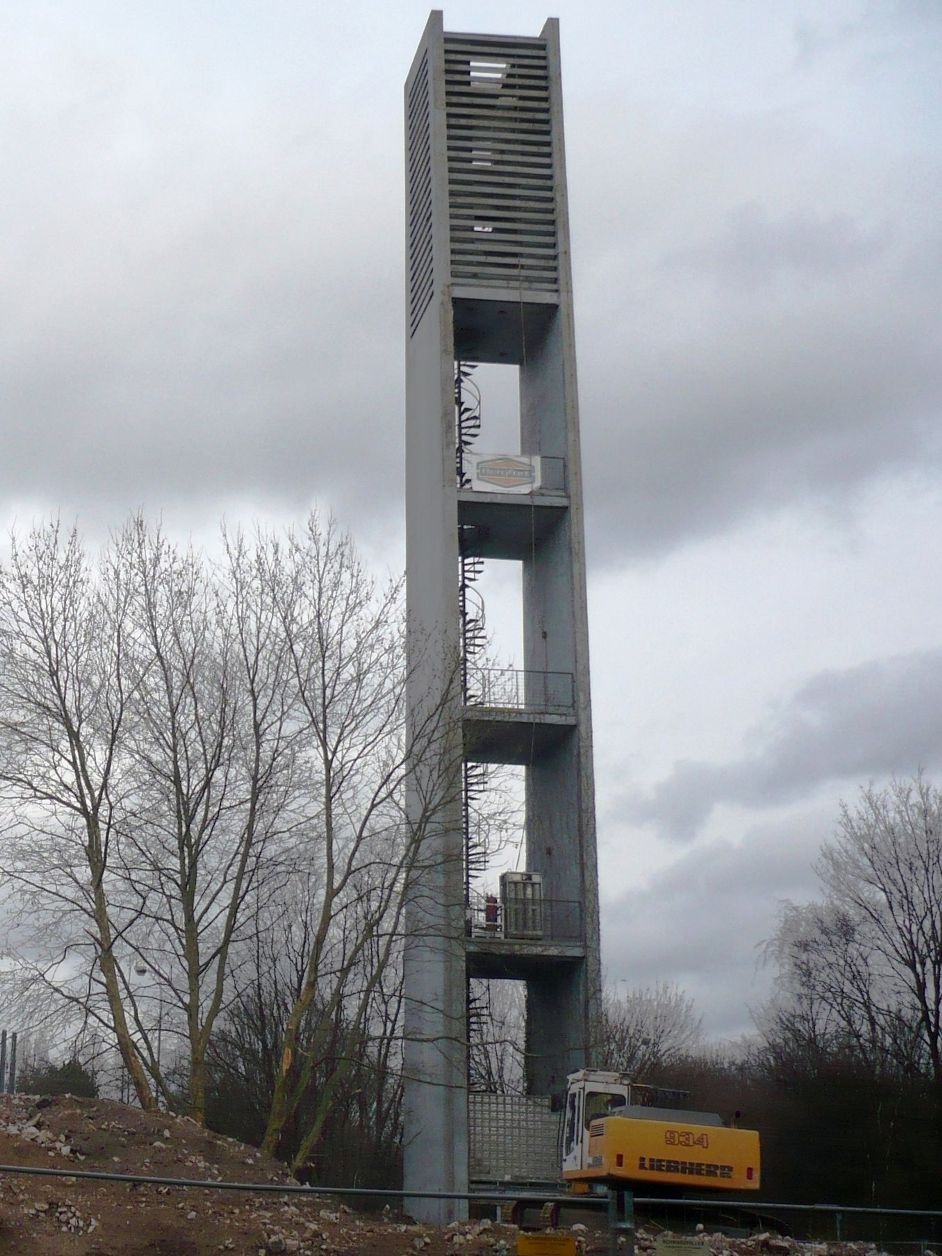
Turm der Gnadenkirche

Die Gnadenkirche war eine evangelische Kirche im Essener Nordviertel. Sie wurde von 1957 bis 1959 erbaut, 2002 profaniert und 2008 niedergelegt.

## Geschichte
Die Grundsteinlegung der Kirche erfolgte 1957. Das Kirchengebäude wurde im Oktober 2002 wegen Bergschäden profaniert. Im Januar 2008 folgte der Abriss. Das Kirchengebäude wurde bis auf den Turm vollständig abgerissen.
Die größte der drei Glocken fand ihren neuen Platz vor dem Gemeindehaus an der Zwinglistraße. Die mittlere Glocke wurde unweit des Turmstumpfes abgelegt. Die kleinste Glocke ist mit der Zeit vermutlich wegen des Metallwertes verschwunden.

## Vorgängerbau
Die Grundsteinlegung des 800 Plätze umfassenden Vorgängerbaus erfolgte am 29. September 1904, die Einweihung am 15. März 1906. 
Kriegsschäden, Bergsschäden und Schwammbefall führten zu dessen Niederlegung im Februar 1954.